# 제56회 대종상
제56회 대종상은 2020년 6월 3일에 열린 시상식이다.

## 수상 및 후보

### 최우수작품상
- 기생충 - 봉준호 수상
- 극한직업 - 이병헌
- 벌새 - 김보라
- 증인 - 이한
- 천문: 하늘에 묻는다 - 허진호

### 감독상
- 기생충 - 봉준호 수상
- 벌새 - 김보라
- 극한직업 - 이병헌
- 사바하 - 장재현
- 블랙머니 - 정지영

### 시나리오상
- 기생충 - 봉준호 외 1명 수상
- 벌새 - 김보라
- 증인 - 문지원
- 극한직업 - 문충일
- 사바하 - 장재현

### 남우주연상
- 백두산 - 이병헌 수상
- 생일 - 설경구
- 기생충 - 송강호
- 증인 - 정우성
- 천문: 하늘에 묻는다 - 한석규

### 여우주연상
- 82년생 김지영 - 정유미 수상
- 증인 - 김향기
- 윤희에게 - 김희애
- 생일 - 전도연
- 미쓰백 - 한지민

### 남우조연상
- 극한직업 - 진선규 수상
- 악인전 - 김성규
- 가장 보통의 연애 - 강기영
- 기생충 - 박명훈
- 천문: 하늘에 묻는다 - 신구

### 여우조연상
- 기생충 - 이정은 수상
- 벌새 - 김새벽
- 미성년 - 김소진
- 증인 - 염혜란
- 극한직업 - 이하늬

### 신인남자배우상
- 유열의 음악앨범 - 정해인 수상
- 극한직업 - 공명
- 양자물리학 - 박해수
- 보희와 녹양 - 안지호
- 뷰티풀 데이즈 - 장동윤

### 신인여자배우상
- 죄 많은 소녀 - 전여빈 수상
- 미성년 - 박세진
- 벌새 - 박지후
- 사바하 - 이재인
- 선희와 슬기 - 정다은

### 신인감독상
- 벌새 - 김보라 수상
- 82년생 김지영 - 김도영
- 미성년 - 김윤석
- 죄 많은 소녀 - 김의석
- 엑시트 - 이상근

### 촬영상
- 봉오동 전투 - 김영호 수상
- 기생충 - 홍경표
- 벌새 - 강국현
- 신의 한 수: 귀수편 - 김동영
- 증인 - 이태윤

### 편집상
- 엑시트 - 이강희 수상
- 극한직업 - 남나영
- 기생충 - 양진모
- 사바하 - 정병진
- 암수살인 - 김선민

### 조명상
- 사바하 - 전영석 수상
- 기생충 - 김창호
- 백두산 - 조규영
- 봉오동 전투 - 황순욱
- 천문: 하늘에 묻는다 - 이성환

### 음악상
- 기생충 - 정재일 수상
- 백두산 - 방준석
- 벌새 - 마티아 스턴이샤
- 사바하 - 김태성
- 스윙키즈 - 김준석

### 의상상
- 안시성 - 이진희 수상
- 나랏말싸미 - 심현섭 외 1명
- 스윙키즈 - 임승희 외 1명
- 천문: 하늘에 묻는다 - 조상경
- 항거:유관순 이야기 - 조상경

### 미술상
- 사바하 - 서성경 수상
- 기생충 - 이하준
- 나랏말싸미 - 류성희
- 스윙키즈 - 박일현
- 천문: 하늘에 묻는다 - 조화성 외 1명

### 기술상
- 백두산 - 진종현 수상
- 봉오동 전투 - 정도안 외 1명
- 사바하 - 손승현 외 1명
- 엑시트 - 김한준
- 엑시트 - 윤진율 외 1명

### 기획상
- 극한직업 - 김미혜 외 1명 수상
- 말모이 - 박은경
- 생일 - 이준동 외 2명
- 엑시트 - 류승완 외 1명
- 82년생 김지영 - 곽희진 외 1명

### 공로상
- 신영균 수상

## 같이 보기
- 제56회 백상예술대상
- 제40회 청룡영화상